# Volby v Rusku
Volby v Rusku jsou nominálně svobodné, existuje však řada pochybností o jejich spravedlivosti a čestnosti vyslovovaných nezávisle na zprávách pozorovatelů. Volí se do parlamentu, regionálních zastupitelstev a každých šest let probíhají přímé prezidentské volby, včetně guvernérských, které probíhají každým rokem. Ruský parlament, nazývaný Federální shromáždění, je dvoukomorový, dělí se na Státní dumu a Radu federace. Do Státní dumy je voleno 450 poslanců na pětileté volební období a do Rady federace je voleno 178 členů.
V důsledku podezření, že volby do Státní dumy byly na více místech zmanipulované a doprovázené volebními podvody došlo v letech 2011–2013 k největším protestům od pádu Sovětského svazu. Celkově protesty proběhly v 99 městech po celé zemi a v 42 městech v zahraničí.

## Dominantní politické strany
- Jednotné Rusko
- Komunistická strana Ruské federace
- Spravedlivé Rusko
- Liberálně-demokratická strana Ruska
- Jabloko